# Sengenthal
Sengenthal là một đô thị thuộc huyện Neumarkt bang Bayern nước Đức